# Discosis
Discosis è il secondo album del collettivo musicale canadese Bran Van 3000, pubblicato nel giugno 2001 in Canada per la Virgin Records. L'unico singolo estratto dall'album è Astounded, che fu anche l'ultima canzone registrata da Curtis Mayfield prima di morire. Collaborarono all'album anche il cantante Senegalese Youssou N'Dour,il rapper veterano dell'old school hip hop Big Daddy Kane e l'artista reggae Eek-a-Mouse.

## Tracce
1. Astounded (feat. Curtis Mayfield) - 5:57
2. Loop Me - 3:10
3. Montréal (feat. Youssou N'Dour) - 4:11
4. BV3 - 0:57
5. Discosis (feat. Big Daddy Kane, Dimitri from Paris) - 3:24
6. Go Shoppin (feat. Eek-A-Mouse) - 2:43
7. More Shopping (feat. Momus) - 3:02
8. The Answer (feat. Dizzy D, Summer Rose)- 4:04
9. Jean Leloup's Dirty Talk - 1:09
10. Loaded (feat. Big Daddy Kane) - 3:25
11. Speed - 5:24
12. Predictable - 4:44
13. Senegal (feat. Youssou N'Dour) - 2:25
14. Dare I Say (feat. Jean Leloup) - 3:59
15. Stepchild (feat. Badar Ali Khan)- 4:33
16. Love Cliché - 4:00
17. Rock Star - 3:28
18. Astounded (Demon Mix) - 8:23